# Virginia (film, 2010)
Pour les articles homonymes, voir Virginia.
Pour plus de détails, voir Fiche technique et Distribution.
Virginia est un film américain réalisé par Dustin Lance Black, sorti en 2010.

## Synopsis
Victoria, une femme instable, découvre que son fils fréquente la fille du shérif de la ville, avec lequel elle a eu un différend vingt ans auparavant.

## Fiche technique
- Titre : Virginia
- Réalisation : Dustin Lance Black
- Scénario : Dustin Lance Black
- Musique : Nick Urata
- Photographie : Eric Alan Edwards
- Montage : John David Allen et Beatrice Sisul
- Production : Scott J. Brooks, Hopwood DePree et Christine Vachon
- Société de production : Killer Films et TicTock Studios
- Société de distribution : Entertainment One (États-Unis)
- Pays :  États-Unis
- Genre : Drame
- Durée : 111 minutes
- Dates de sortie : 
  -  États-Unis : 18 mai 2012

## Distribution
- Jennifer Connelly : Virginia
- Ed Harris : Richard Tipton
- Carrie Preston : Betty
- Barry Shabaka Henley : Willie
- Harrison Gilbertson (VFB : Maxime Donnay) : Emmett
- Kevin Patrick Brown : Jerry
- Ward Burton : lui-même
- Paul Walter Hauser : Dale
- Emma Roberts : Jessie Tipton
- Yeardley Smith : Mme. Whitaker
- Toby Jones : Max
- Amy Madigan : Roseanna Tipton
- Alex Frost : Josh Tipton
- Penny Slusher : Mme. Tyler
- Will Zahrn : Barry
- Jo Yang : Shin-Lee
- Tristan Peach : Gelernter
- Lucas Grabeel : Jones
- Dan Waterhouse : l'officier Lee
- Dan Schippers : Mormon 1
- Garrett Clayton : Mormon 2

## Accueil
Le film a reçu un accueil défavorable de la critique. Il obtient un score moyen de 33 % sur Metacritic.